# Guichón
Guichón és una ciutat de l'Uruguai, ubicada al centre-sud del departament de Paysandú. És la segona més gran i important del departament, després de la seva capital.
Es troba a 91 metres sobre el nivell del mar. Té una població aproximada de 4.826 habitants.
El 1907 va ser declarat poble i el 1964 va ser declarada ciutat.
| 1963  | 1975  | 1985  | 1996  | 2004    |
| ----- | ----- | ----- | ----- | ------- |
| 3.717 | 4.726 | 4.284 | 4.826 | {{{5}}} |